# 阿尔托多罗德里格斯
阿尔托多罗德里格斯是巴西北大河州的一个市镇。总面积191.311平方公里，总人口10424人，人口密度54.5人/平方公里。